# IC 2782
IC 2782 ist eine spiralförmige Zwerggalaxie vom Hubble-Typ Sdm im Sternbild Löwe auf der Ekliptik. Sie ist schätzungsweise 35 Millionen Lichtjahre von der Milchstraße entfernt.
Das Objekt wurde am 27. März 1906 vom deutschen Astronomen Max Wolf entdeckt.